# گسستگی
برجسته‌ترین و معروف‌ترین انواع اختلال‌های روان شناختی، اختلال گسستگی هستند. انواع مختلفی از اختلال‌های گسستی وجود دارند، ولی همهٔ آن‌ها چند پارگی جنبه‌های مهم تجربه را از حافظه یا هشیاری در بر می‌گیرند. افراد با ناتوانی در یادآوری یا شناسایی تجربه‌های پیشین (یادزدودگی گسستی)، با ترک از منزل و سرگردانی (فرار گسستی) یا با رشد یک شخصیت کاملاً جداگانه (اختلال شخصیت چندگانه)، هستهٔ خود را تجزیه می‌کنند.
مشکل اصلی زیر بنایی تمام اختلال‌های گسستی نیاز به فرار است. از طریق رشد یادزدودگی، فرار کردن یا ایجاد شخصیت‌های جداگانه، فرد می‌تواند با عوامل استرس‌زا سازگاری کند. برای مثال، کودکانی که قربانیان زنای محارم هستند، ممکن است دربارهٔ دوره‌های جنسی واقعی یادزدودگی پیدا کنند. در مورد زنای با محارم همراه با خشونت یا تمایلات دیگر آزارانه، قربانی ممکن است خاطره‌های دراز مدت خود را فراموش کند. پژوهشگران همچنین یافته‌اند که حدود ۸۵ تا ۹۷ درصد افراد مبتلا به اختلال هویت گسستی در دوران کودکی با بد رفتاری مواجه شده‌اند.

## یادزدودگی گسستی
یادزدودگی گسستی، ناتوانی ناقص یا کامل در یادآوری تجربه‌های گذشته‌است. اگرچه از دست دادن حافظه همچنین همراه با آسیب مغز، روان‌پریشی و سوء‌مصرف مواد همراه می‌شود، یادزدودگی گسستی شامل ناتوانی در یادآوری اطلاعات خاص است. اطلاعات «فراموش شده» هنوز در حافظه وجود دارند، ولی در زیر سطح هشیاری تجمع یافته‌اند. افراد مبتلا به این اختلال اطلاعات شخصی، مانند نام و نشانی منزل خود را فراموش می‌کنند و نمی‌توانند والدین و دوستان خود را شناسایی کنند. ولی آن‌ها به ندرت، اطلاعات غیر شخصی مانند نام کشور خود یا مهارت‌هایی مانند رانندگی یا خواندن را فراموش می‌کنند. یکی از داروهایی که عامدانه در طی مصرف میان مدت تا طولانی مدت باعث فراموشی خاطرات بد و تلخ گذشته و کمرنگ شدن آنها می شود، پروپرانولول است که حتی توسط جامعه پزشکی به طور عام برای درمان کلی یا نگهدارنده مبتلایان به این اختلال یا اختلال PTSD تجویز می گردد.اگرچه پرانول در اصل یک داروی قلبی-عروقی کاهنده فشارخون و ازبین برنده پاسخ سخت جنگ و گریز بدن می باشد، به طور کلی طی تحقیقاتی که گسترده از دهه ۷۰ میلادی آغاز شد نشان داد که این داروی چندین کاربردی می تواند بسیاری از بیماری های جسمانی همچون پرکاری تیروئید، پرفشاری وریدباب، ناراحتی های قلبی-عروقی، هایپرتانسیون، هیپرکلسیمی و... و به خصوص اعصاب و روان مانند خصوصاً اضطراب و استرس و حمله پانیک را بسیار کمرنگ کند. اما دارو دارای اثرات خفیفی بر عمق افسردگی است و به افراد شدیدا افسرده به طور کلی توصیه نمی گردد. هرچند ممکن است فواید آن از عوارضش بیشتر باشد که در ۹۰ درصد موارد همین گونه بوده است. افراد به هیچ عنوان نباید داروهای اثرگذار بر حافظه را خصوصا خودسرانه مصرف کنند.مثل بنزودیازپین‌ها،داروهای آنتی سایکوتیک،ضدافسردگی‌ها،ضداضطراب‌ها و مانند این داروها از نمونه های بارز بسیار تاثیرگذار هستند.

در طی دورهٔ یادزدودگی، شخص معمولاً دربارهٔ اختلال حافظه احساس نگرانی نمی‌کند، ولی ممکن است مبهوت یا گیج به نظر برسد و بدون هدف سرگردان باشد. در فیلم‌های تخیلی، بازگشت حافظه اغلب هنگامی صورت می‌گیرد که فرد یک ضربه به سر را تجربه کند. باوجود این، در زندگی واقعی، خاطره‌ها معمولاً به‌طور خود به خودی و بدون محرک فیزیکی بازگشت می‌کنند، به‌طوری‌که بهبودی معمولاً کامل است و یادزدودگی دیگر عود نمی‌کند.

## فرار گسستی
فرار گسستی، یک شکل نامعمول‌تر از یادزدودگی است که در آن، افراد با رشد چیزی که فرار گسستی نامیده می‌شود، از استرس دوری می‌گزینند. افراد مبتلا از منزل خارج می‌شوند، توانایی‌ها آسیب نمی‌بینند و افراد ظاهراً با دیگران ارتباط طبیعی خود را حفظ می‌کنند. پس از مدتی - چند روزه، چند ماه یا گاهی چند سال - آن‌ها به‌طور ناگهانی «به خود می‌آیند» و خودشان را در مکانی نا آشنا بدون این که بدانند چگونه به آن جا رسیده‌اند و همراه با یادزدودگی گسستی کامل دربارهٔ دورهٔ فرار می‌یابند. بهبودی معمولاً کامل است، ولی به ندرت افراد تجربه‌هایی را که در طی حالت فرار روی می‌دهند، به خاطر می‌آورند.

## اختلال هویت گسستی
شخص مبتلا به اختلال هویت گسستی (DID) که قبلاً اختلال شخصیت چندگانه (MPD) نامیده می‌شد، دارای دو یا چند نظام شخصیت جداگانه‌است که در مواقع مختلف بارز می‌شوند. هر شخصیت خاطره‌ها، رفتارها و روابط اجتماعی منحصربه‌فردی دارند. انتقال از یک شخصیت به شخصیت دیگر به‌طور ناگهانی صورت می‌گیرد و اغلب با استرس روان شناختی همراه است. معمولاً، شخصیت اصلی از وجود شخصیت‌های فرعی جایگزین آگاه نیست، ولی تمام آن‌ها ممکن است از فقدان دوره‌های زمانی آگاه باشند. اغلب، این شخصیت‌های جایگزین با شخصیت اصلی تفاوت زیادی دارند و ممکن است به جنس مخالف، نژاد یا سن متفاوتی مربوط باشند.